# Marcantilaan
De Marcantilaan is een straat in Amsterdam-West.

## Geschiedenis
De Marcantilaan werd aangelegd in een driehoekige wijk tussen de splitsing Westelijk Marktkanaal en de Kostverlorenvaart. Op die punt, achter een ventweg van de Jan van Galenstraat, lag jarenlang een onmogelijk gebied, dat gebruikt is als parkeerplaats, zomerstalling, plek voor noodscholen, speelveldje en jaarlijks een kermis en/of circus. Het terrein lag tegenover Marcanti. In de jaren tachtig van de 20e eeuw had de gemeente Amsterdam te weinig nieuwe grond voor woningbouw beschikbaar en vond er op het terrein stadsverdichting plaats. De officiële naam van de wijk werd Marcanti, een vernoeming naar het tegenoverliggende gebouw, de officieuze naam werd bekender Kop van Jut, naar de kermisattractie kop-van-jut.
De driehoekige vorm gaf wel hoofdbrekens, want een traditioneel stratenpatroon paste hier niet. Uiteindelijk werd de oplossing gevonden in een straat met twee in- en uitgangen van en naar de Jan van Galenstraat, die de wijk aan de noordzijde schampt en één van de belangrijke verkeersroutes van de stad is. Deze twee straatjes hebben een aantal zijstraten naar genoemde waterwegen, voordat ze samengevoegd verder gaan richting de punt van het eiland. Vanuit deze centrale straat gaan richting beide waterwegen aftakkingen, maar die heten ook Marcantilaan. Voor de verkeersdoorvoer wordt tweemaal gebruik gemaakt van poortgebouwen (doorlopende bebouwing waaronder een poort is geplaatst). Alle vertakkingen lopen dood op de kade eveneens Kop van Jut geheten.

## Aanbesteding
Zomers Buiten diende op 19 februari 1982 een verzoek tot bouwen op dit Jan van Galenterrein in waarbij nog een ander punt uit de geschiedenis naar voren kwam. Het gebied waarin gebouwd zou gaan worden behoorde namelijk tot 1896 toe aan gemeente Sloten, hetgeen nog in de kadastrale benaming bleek: “kadastraal bekend als Gemeente Sloten, sectie C no. 9353. Ook het bestemmingsplan voert naar historie; het behoort tot het gebied Landlust, dat eigenlijk aan de overzijde van het Westelijk Marktkanaal ligt. Zomers Buiten wilde hier bouwen:
- 197 woningen
- 8 rolstoelwoningen
- 89 woningen voor ten hoogste twee personen
- 67 HAT-eenheden
- 4 wooneenheden met atelier
- 5 groepswoningen
- kantoorruimten
- buurtcentrum

## Gebouwen
In eerste instantie werd hier alleen sociale woningbouw neergezet. Noodscholen etc. stonden verdere nieuwbouw in de weg. De rijen woningen hebben vanuit het zuiden gezien de vorm van steeds langer wordende paraplubladen (trapsgewijs geschakeld), ongeveer parallel lopend met de Jan van Galenstraat. De architect die hier zijn sporen naliet was Sier van Rhijn, die ook de stedenbouwkundige structuur had bedacht. Zijn “handtekening” is te zien in de vorm van halfronde balkons, die buiten het gebouw worden ondersteund door een paal. Soortgelijke woningen zijn te vinden aan de Sloterkade en de Eerste Oosterparkstraat 107-143, twee stadsvernieuwingsprojecten. Van Rhijn kon maar kort genieten van zijn schepping; hij overleed in 1989. Hij zal echter meer herinnerd worden door zijn werk voor de Oostlijn, de eerste metrolijnen van Amsterdam. 
Vier blokken van 72 woningen in het noordwesten zijn van later datum (1999/2000 en 2005/2006); zij werden ingepast in het aanvullende stedenbouwkundige plan van Sjoerd Soeters, ook verantwoordelijk voor de noordelijke grens bestaande uit De Piramides. De vier blokken zijn ontworpen door Onno Vlaanderen. Vlaanderen eerde het basisontwerp van Van Rhijn (weer halfronde balkons met paal) en haalde enkele door Van Rhijn gedane voorstellen die het niet haalden in deze vier blokken naar voren. Ze zijn te vinden in een vijfde bouwlaag, hoekramen als ook in de iets gewijzigde entrees.
Tot slot vond er in 2017/2018 een grote verbouwing plaats. Een voormalig opvanghuis voor tienermoeders werd omgebouwd tot 49 studio’s voor starters of juist senioren.

## Huisnummering
De straatvorm laat traditionele huisnummering (een even en oneven kant) niet toe. De huisnummering begint hier in het blok dat het meest noordoostelijk ligt en trekt vervolgens door naar de twee blokken ten zuiden daarvan. Vervolgens wordt er genummerd over de volledige lengte van de straten tot huisnummer 417. Hogere huisnummers zijn dan weer te vinden in het noordwestelijk deel van de wijk. 

## Nieuwe nieuwbouw
Het stedenbouwkundige plan van Van Rhijn kon twintig jaar later door stedenbouwkundige en architect Sjoerd Soeters aangevuld worden met een complex aan de noordrand; het kreeg de naam De Piramides en de plaatsing van het Marcanti College.

## Kunst
Sommige woonblokken hebben afbeeldingen van Bloemsilhouetten op de gevels, sommige daarvan zijn benoemd (in de wijk), andere niet (aan de rand).

## Afbeeldingen

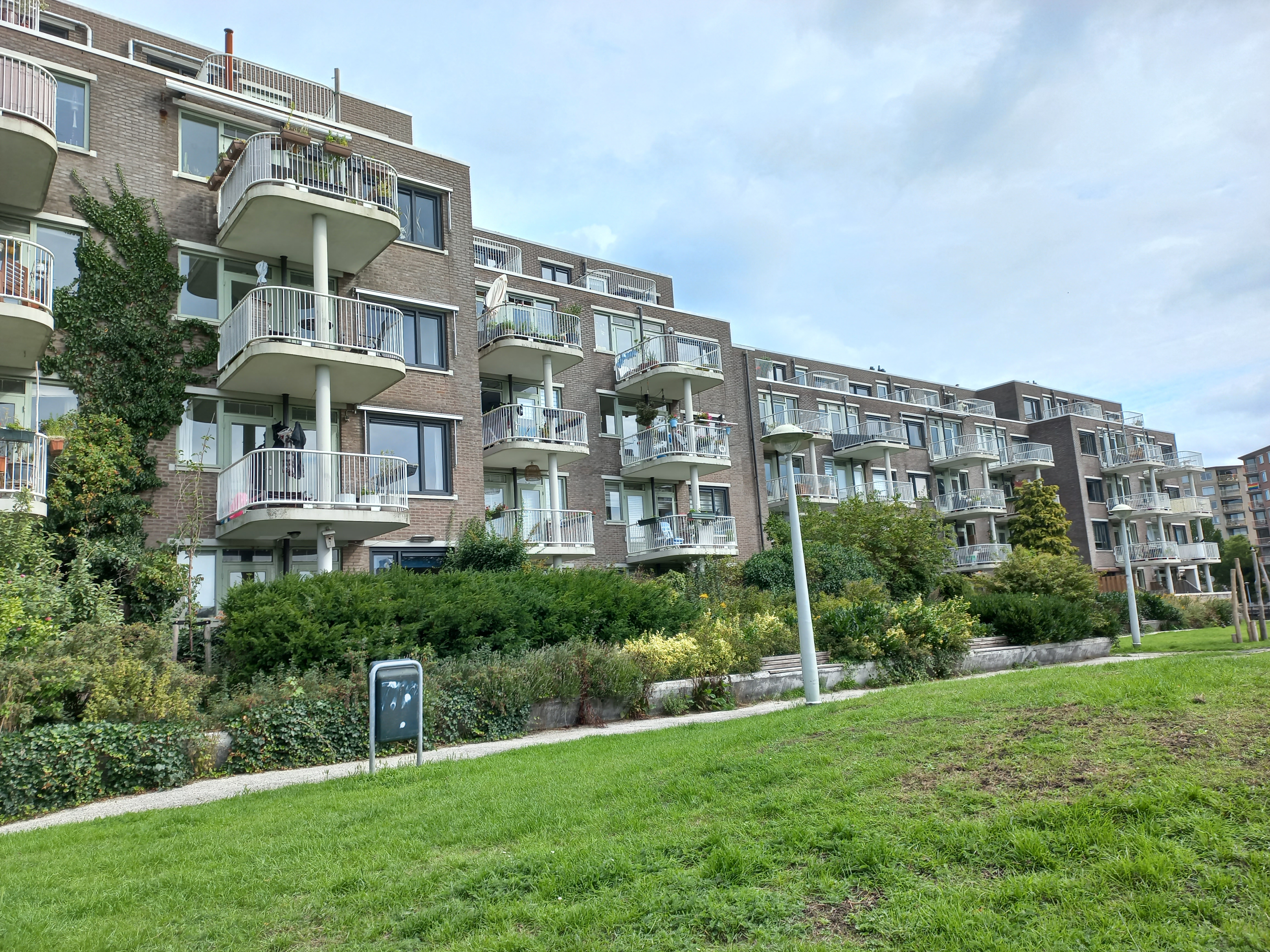
Een typisch Van Rhijnbalkon (augustus 2023)
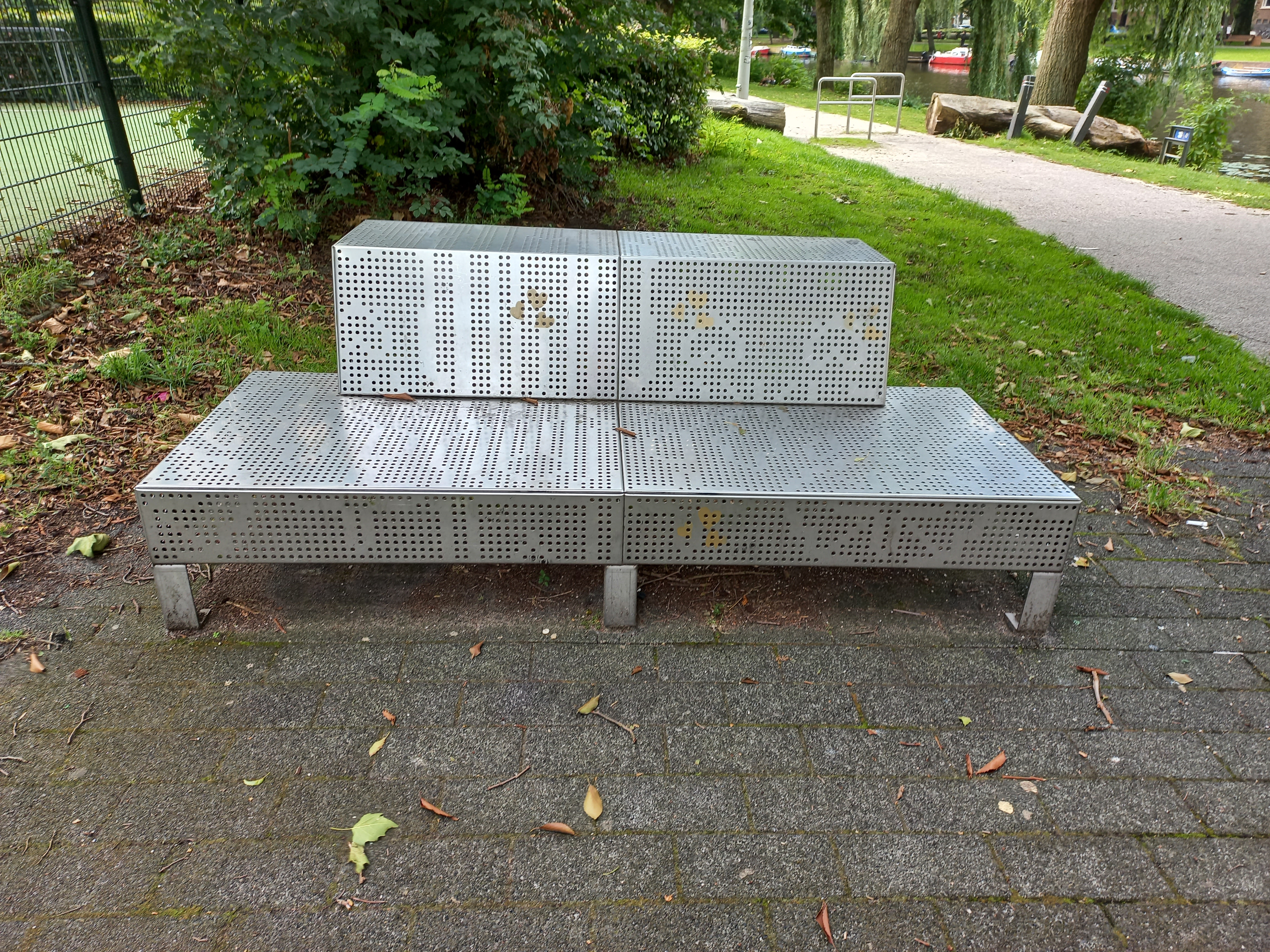
Bankje Marcantilaan (augustus 2023)
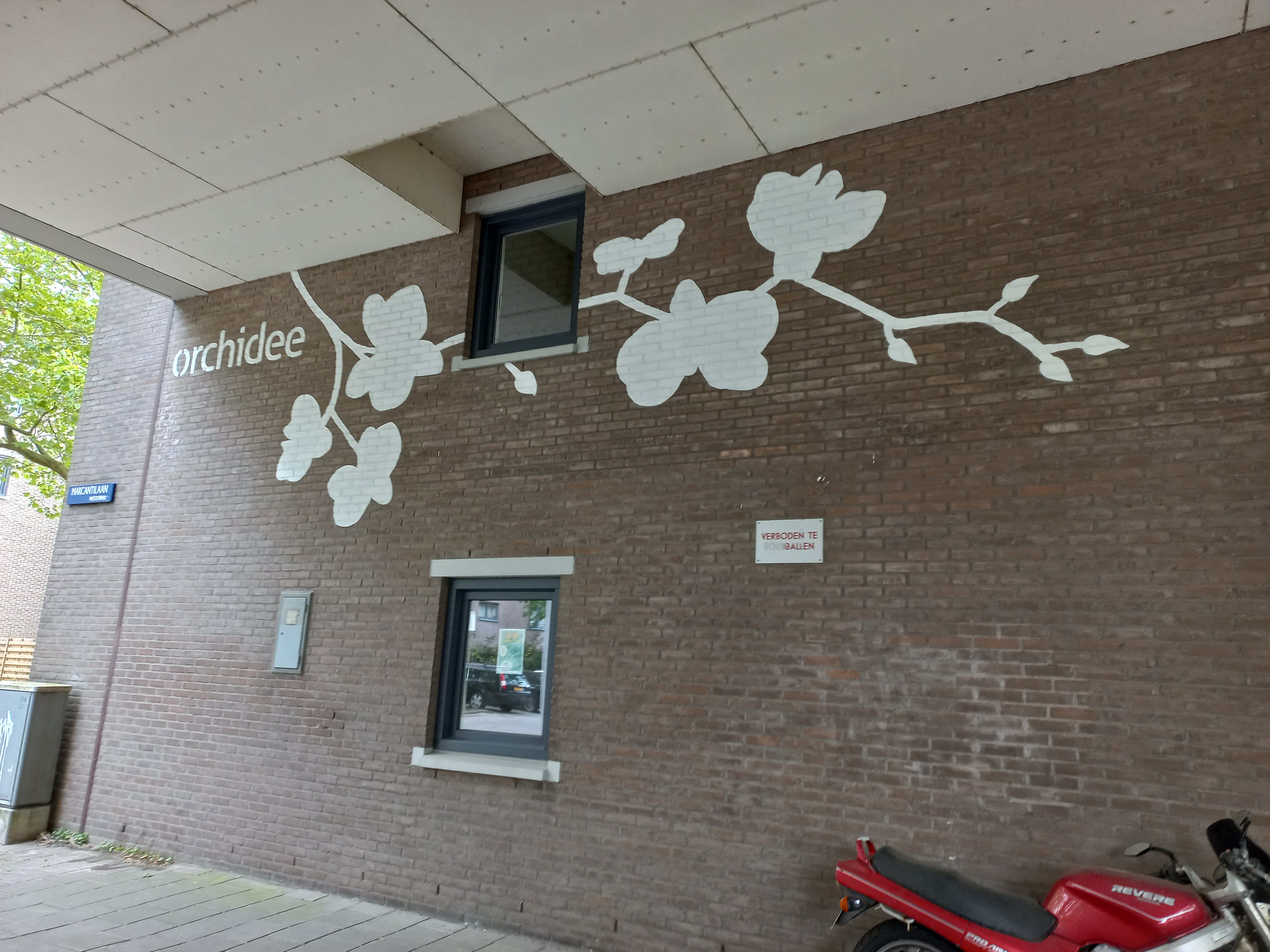
Orchidee (augustus 2023)